# Список исполнителей Dischord Records
Один из самых известных в мире независимых лейблов Dischord Records занимается выпуском пластинок и организацией концертов, как молодых групп, так и для уже известных «ветеранов сцены» в жанрах хардкор-панк, панк-рок, инди-рок, альтернативный рок и гаражный рок.
Лейбл придерживаться идеологии DIY; продаёт релизы по доступным для рядового слушателя ценам,отказывается сотрудничать с крупными звукозаписывающими компаниями ради раскрутки молодых команд либо получения максимальной выгоды, не производит  атрибутики (футболок, значков и другого) для увеличения продаж и не снимает музыкальных клипов.

## Список
Список представлен в алфавитном порядке в соответствии с данными официального сайта Dischord Records. 

| - Antelope - The Aquarium - Artificial Peace - Autoclave - Beauty Pill - Beefeater - Black Eyes - Bluetip - Branch Manager - Capitol City Dusters - Channels - Circus Lupus - The Crownhate Ruin - Dag Nasty - Deadline - Double-O (сплит-релиз с R&B records) | - Egg Hunt - El Guapo - Embrace - The Evens - The Faith - Faraquet - Fidelity Jones - Fire Party - French Toast - Fugazi - Government Issue - Gray Matter - Happy Go Licky - High Back Chairs - Holy Rollers - Hoover | - Ignition - Iron Cross - Jawbox - Joe Lally - Lungfish - The Make-Up - Marginal Man - Medications - Minor Threat - Nation of Ulysses - Office of Future Plans - One Last Wish - The Pupils - Q and Not U - Red C - Rites of Spring | - Scream - Severin - Shudder to Think - Skewbald/Grand Union - Slant 6 - Smart Went Crazy - Soulside - State of Alert - The Teen Idles - Three - Trusty - United Mutation (релиз с DSI Records) - Untouchables - Void - The Warmers - Youth Brigade |